# Idaea major
Idaea major là một loài bướm đêm trong họ Geometridae.